# Temeskirályfalva
Temeskirályfalva (románul: Cralovăț, szerbül: Краљевац) falu Romániában, a Bánságban, Temes megyében.

## Fekvése
Temesrékastól északkeletre, Temespéteri, Nagytopoly és Tésfalu közt  fekvő település.

## Története
Temeskirályfalva nevét 1723–1725 között Mercy térképén tűnt fel először Kralowetz néven.
1783-ban  Kralovaz, 1808-ban Kralovecz, 1888-ban Kralyevácz, 1913-ban Temeskirályfalva néven említették.
A település a török hódoltság végén lakott helyként volt említve.
1723-1725 között gróf Mercy térképén Kralovecz néven a facseti kerületben fordult elő, de az 1761 évi hivatalos térkép már csak pusztaként jelölte a lugosi kerületben.
1779-ben Temes vármegyéhez csatolták. Az 1783-ban a térképen Kralowaz alakban ismét lakott hely volt. 1838-ban  pedig már 19 7/8 egész jobbágytelkét írták össze, és ekkor  Dobrovolny Jakab birtoka volt.
1851-ben Fényes Elek írta a településről:
… Temes vármegyében, 650 óhitü lakossal, paroch. templommal. Birja Dobrovolny Jakab.
Jelenleg a kincstárnak van itt nagyobb birtoka. A gör.-kel. szerb templom 1890-ben épült. Van itt földmíves-szövetkezet és hitelszövetkezet.
A trianoni békeszerződés előtt Temes vármegye Temesrékasi járásához tartozott.
1910-ben 785 lakosából 6 magyar, 770 szerb volt. Ebből 776 görög keleti ortodox volt.

## Források

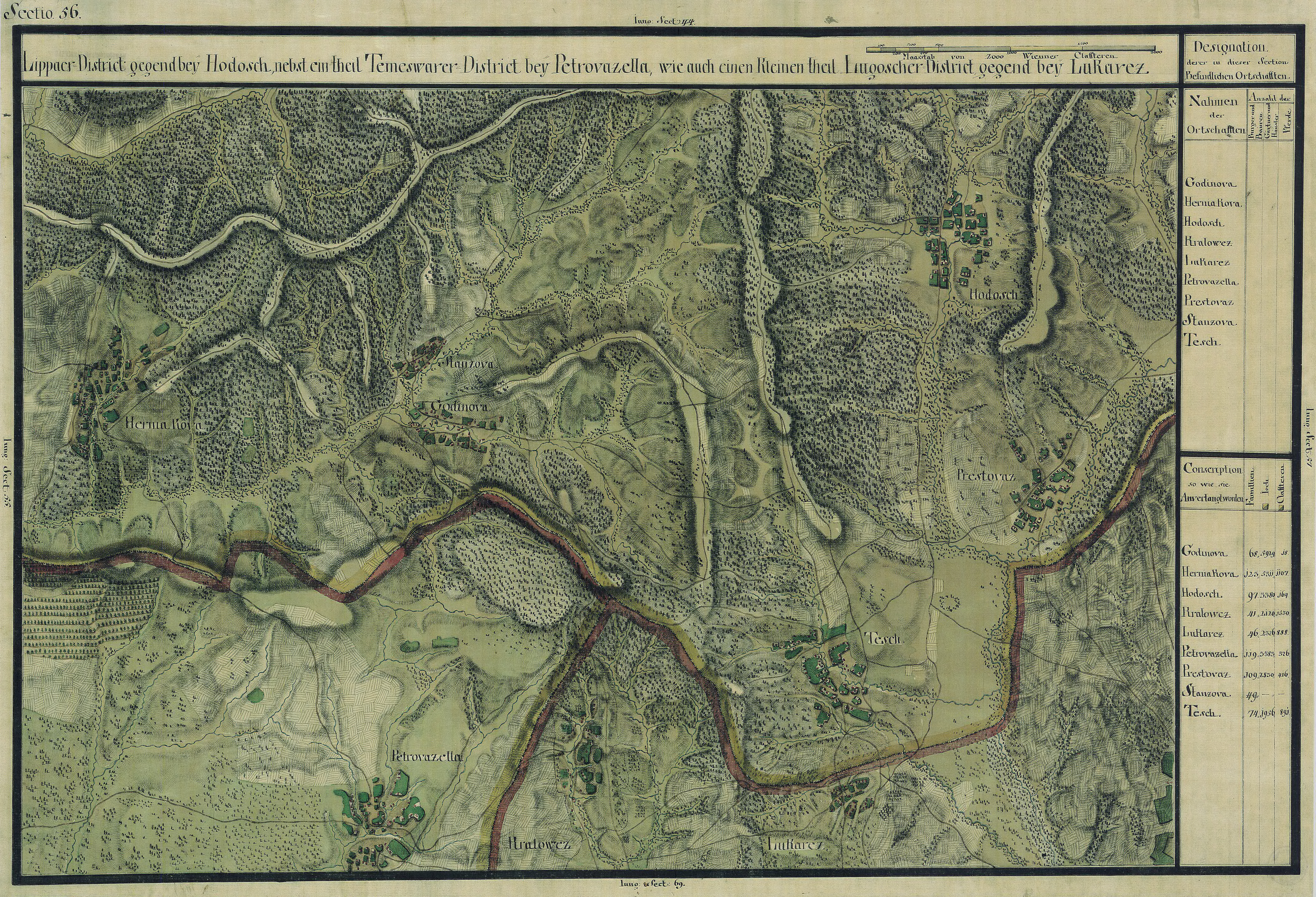
Temeskirályfalva egy régi térképen